# Brooke Logan
Brooke Logan is een personage uit de Amerikaanse soapserie The Bold and the Beautiful. De rol wordt sinds het begin van de serie in 1987 gespeeld door actrice Katherine Kelly Lang. In 1987 werd ze tijdelijk vervangen door Catherine Hickland en in 1997 door Sandra Ferguson.

## Personagebeschrijving
Brooke woont in The Valley in Californië met haar moeder Beth en haar broer Storm en zussen Donna en Katie. Haar vader Stephen Logan heeft zijn gezin jaren geleden in de steek gelaten. Brooke heeft chemie gestudeerd en helpt haar moeder met haar cateringbedrijf.

### Verliefdheid op Ridge
Brooke was reeds voor ze hem ontmoette fan van de knappe ontwerper Ridge Forrester en had heel veel foto’s van hem op haar kamer.  Nadat Ridge Caroline had bedrogen, op de dag voor hun huwelijk, verliet Caroline hem. Nadat Caroline in het ziekenhuis was beland, ging Brooke bij haar op bezoek.  Op een avond verzorgde ze met haar moeder de catering op een feest bij de Forresters thuis en kwam ze oog in oog te staan met haar grote idool Ridge. De twee voelden zich onmiddellijk tot elkaar aangetrokken, maar Ridge had op dat moment een relatie met Caroline Spencer sr..  Brooke hield een liefdesbrief van Caroline aan Ridge achter, waardoor Caroline uiteindelijk met Thorne trouwde. Ridge was nu een vrij man en Brooke kon achter hem aan gaan. Maar Brooke voelde zich schuldig en biechtte alles op aan Caroline, die haar een ultimatum gaf. Ze moest Ridge verlaten of anders zou ze Ridge inlichten over haar bedrog. Brooke probeerde bij Ridge uit de buurt te blijven, maar dit lukte niet. Toen raakte Brooke zwanger en Ridge vroeg haar ten huwelijk, maar toen kreeg ze een miskraam. Het huwelijk van Caroline en Thorne was inmiddels op de klippen gelopen en Ridge koos ervoor om bij Caroline te zijn.

### Huwelijk met Eric
Het huwelijk van Eric Forrester en Stephanie, de ouders van Ridge, liep al jaren niet meer goed en Eric werd verliefd op Brooke. Zij werd zwanger en nadat ze dacht dat Eric en Stephanie zich zouden verzoenen besloot ze het kind te aborteren. Eric kon dit echter op het laatste moment verhinderen. Bij Caroline werd leukemie vastgesteld en ze was terminaal. In haar laatste weken werd ze bijgestaan door dokter Taylor Hayes. Op een afscheidsfeestje wilde ze dat Ridge met Brooke zou dansen, Eric met Stephanie en zelf danste ze met Thorne. Caroline overleed en Brooke beviel van een jongen; Eric Forrester Junior, later werd dit Rick. Brooke trouwde met Eric, maar zelfs toen ze zich klaarmaakte voor de trouwerij fantaseerde ze nog over Ridge. Stephanie, die Eric terug wilde, hield Brooke goed in de gaten en liet een verborgen camera installeren in haar laboratorium. De camera stond er een hele tijd, maar Brooke deed niets verkeerd. Ze groeide wel weer dichter naar Ridge toe. Toen Brooke de BeLieF-formule uitvond, waardoor linnen niet meer kreukt, waren zij en Ridge zo opgetogen dat ze elkaar kusten en uiteindelijk seks hadden in het laboratorium. Brooke vertelde dat zij en Ridge verliefd waren, maar Eric weigerde te scheiden. Brooke deed gemeen tegen Eric, maar hij gaf niet toe. Hij deed haar een voorstel: ze moest nog twee maanden bij hem blijven en dan zou hij akkoord gaan met een scheiding. Hij was ervan overtuigd dat Ridge niet op haar zou wachten. Ridge trok inmiddels naar Taylor toe en nadat Eric het leven van de kleine Rick redde, vond hij dat hij het huwelijk van zijn vader niet kon verstoren. Brooke ging naar Ridge en vond hem in bed met een nogal ordinair aandoende dame. Ze was er zeer door aangedaan dat hij haar bedrogen had en ging weer terug naar haar appartement waar Stephanie al aanwezig was om Eric in te palmen. Ridge had Brooke echter niet bedrogen en had iemand ingehuurd om bij hem in bed te komen liggen. Brooke ontdekte dit en wist nu zeker dat Ridge van haar hield, maar die had intussen Taylor meegenomen mee naar het eiland St.-Thomas en vroeg haar daar ten huwelijk. Ondanks de verloving van Taylor en Ridge besloten Eric en Brooke toch om hun huwelijk te beëindigen.

### Controle over Forrester Creations en Bridget
Eric vroeg een patent aan op de BeLieF-formule, maar zijn advocaat merkte op dat Brooke eigenaar was van de formule en niet Forrester Creations omdat Brooke feitelijk niet werkte voor Forrester omdat ze Erics vrouw was en geen salaris kreeg. Ridge liet Brooke papieren ondertekenen waarin ze de rechten afstond. Ridge zei haar wel dat ze de papieren moest lezen, maar Brooke vertrouwde Ridge blindelings en tekende de papieren. Brookes advocaat Connor Davis, die verliefd was op haar en Ridge haatte, werd achterdochtig en ontdekte wat er aan de hand was. Brooke was woedend toen ze het bedrog van Ridge ontdekte en dreigde de Forresters aan te klagen voor fraude. Eric werd gedwongen om 51% van de aandelen van Forrester aan Brooke te geven. Op de trouwdag van Ridge en Taylor ontdekte Brooke dat ze zwanger was. Ze spande samen met Stephanie om het huwelijk te verhinderen, een unicum, want het werd later Stephanies levensmissie om Brooke bij Ridge vandaan te houden. Brooke kwam echter net te laat en Stephanie zei haar dat het voorbij was. Brooke vertelde het nieuws aan Ridge, die dacht dat het kind van Eric was, maar toen zei Brooke dat hij de vader was. Toen Eric het hoorde zei hij dat hij ook de vader kon zijn omdat hij ook nog met Brooke geslapen had, toen zij gedronken had. Brooke, die zich dit niet meer kon herinneren, was erg kwaad omdat er nu een vaderschapstest moest gedaan worden. Brooke was erg eenzaam en na een ruzie met Taylor ging ze naar de chalet in Big Bear, waar ze haar weeën kreeg. Ridge kwam ook naar daar en hielp haar bij de bevalling. Er werd een vaderschapstest gedaan. Sheila Carter, de nieuwe vrouw van Eric wilde de etiketten op de bloedstalen verwisselen omdat ze vreesde dat Eric de vader was. Veiligheidsagent Mike Guthrie betrapte haar en draaide de stalen rond zodat ze niet meer wisten van wie welke staal was en dus ook de uitslag van de test zou niet volledig juist zijn. Ridge werd aangeduid als vader en Brooke besloot om het kind Bridget te noemen, een samenstelling van Brooke en Ridge. Taylor werd erg onzeker over haar huwelijk, maar het hield toch stand. Brooke zag dit in en nam nu genoegen met dokter James Warwick en verloofde zich met hem. Ridge was echter stikjaloers en stopte de bruiloft.

### Verdwijning van Taylor
Nadat Taylor op reis ging stortte haar vliegtuig neer op de terugweg. Ridge was erg aangedaan om voor de tweede keer zijn vrouw af te geven, maar heel lang duurde de rouwperiode niet. Brooke troostte hem en ze werden al snel verliefd en ze trouwden op het strand. Wat ze niet wisten was dat Taylor overvallen was en helemaal niet op het vliegtuig gezeten had. Ze was erg gewond en werd verzorgd in Marokko door prins Omar. Hij zorgde ervoor dat Brooke en Ridge op hun huwelijksreis een bezoek brachten aan zijn paleis zodat Taylor, die nu prinses Laila heette, kon zien dat Ridge gelukkig was. Taylor had de kans om zichzelf bekend te maken bij Ridge, maar deed dit niet. Na enkele maanden kon ze het echter niet meer houden en keerde vermomd terug naar Los Angeles. Ze maakte zich bekend aan Brooke, die haar probeerde ervan te overtuigen dat Ridge gelukkig was bij haar en dat ze zich niet bekend moest maken. Maar Taylor maakte zich toch bekend aan Ridge en het huwelijk met Brooke werd ongeldig verklaard. Ridge vond echter dat zijn plaats bij de moeder van zijn kind was en scheidde van Taylor. Sheila, die net een uit instelling kwam probeerde weer bevriend te worden met Brooke, maar zij wees haar af. Toen vond Ridge een brief waarin stond dat Brooke de dokter die de vaderschapstest gedaan had had omgekocht. Er stond in dat ze de uitslag niet wilde weten of het kind nu van Ridge was of van Eric. Brooke ontkende dit en de enige die haar verhaal kon bevestigen was dokter Tracy Peters, die echter de dag ervoor vermoord werd. Men vermoedde dat Sheila de brief had geschreven, maar dit kon niet bewezen worden. Na een nieuwe test bleek dat Bridget de dochter van Eric was. Brooke verloor haar verstand en verdween. Na een lange zoektocht, vergezeld door Lauren Fenmore vond Ridge Brooke terug op Barbados, ze wist niet meer wie ze was. Eric en Stephanie hadden intussen het hoederecht over Rick en Bridget. Toen Brooke weer beter was weigerden ze die terug te geven waardoor Brooke haar kinderen ontvoerde. Eric gaf nu toe en gaf het hoederecht weer aan Brooke.

### Grant en nieuw huwelijk met Ridge
Brooke werd bevriend met de nieuwe ontwerper van Forrester, Grant Chambers, die al snel verliefd werd op haar. Stephanie was op de hoogte van die gevoelens en zorgde ervoor dat Ridge de twee zag kussen (een vaarwelkus die hun relatie eigenlijk beëindigde). Ridge was verbolgen en op de modeshow liep Taylor model met de bruidsjurk en op de catwalk vroeg Ridge haar ten huwelijk. Ze droeg de jurk die Ridge voor Brooke ontworpen had en gaf haar de verlovingsring die voor Brooke bedoeld was. Brooke begreep het niet en was er het hart van in. Brooke besloot toen om met Grant te trouwen. Thorne probeerde Ridge ervan te overtuigen om het huwelijk stop te zetten omdat hij van Brooke hield. Ridge deed er alles aan om het huwelijk, dat op een boot plaatsvond, te verhinderen, maar kwam te laat. Grant werd ook de nieuwe directeur-generaal van Forrester Creations. Kort daarna werd Grant neergeschoten. Ridge werd gearresteerd en Brooke had een schuldgevoel omdat ze dacht dat dit haar schuld was. Uiteindelijk bleek dat Rick Grant had neergeschoten en dat Grant hem probeerde te beschermen en daardoor Ridge beschuldigde. Brooke was erg aangedaan dit te vernemen en beloofde in de toekomst er meer te zijn voor haar kinderen. Ridge werd vrijgelaten.
Clarke Garrison ontdekte dat het huwelijk van Brooke en Grant ongeldig was omdat de kapitein van het schip een oplichter was. Brooke besloot om alles uit de kast te halen om Ridge en Taylor uit elkaar te krijgen. Ze lokte hem in bed, wetende dat Taylor hen kon zien. Taylor wilde net aan Ridge vertellen dat ze zwanger was, maar nadat ze Ridge en Brooke samen zag overtuigde Thorne haar om te doen alsof het kind van hem was. Thorne was verliefd geworden op Taylor. Nadat Brooke ontdekte dat Ridge de vader was twijfelde ze of ze de waarheid zou zeggen aan Ridge, maar ze wist dat Ridge enkel bij haar was omdat hij dacht dat Taylor hem bedrogen had met Thorne. Nadat de Forresters naar Italië gingen aan het Comomeer vroeg Ridge Brooke daar ten huwelijk. Taylor wilde intussen toch de waarheid vertellen aan Ridge, maar Thorne en Brooke konden dit verhinderen. Toen Taylor niet wilde opgeven vertelde Brooke dat ze ook zwanger was. Taylor was achterdochtig en wilde hiervan bewijs. Brooke schoof de ceremonie een uur vooruit zodat Taylor te laat zou zijn, maar op haar weg naar de bruiloft kreeg Taylor weeën en beviel van de jongen Thomas. Brooke en Ridge gingen op huwelijksreis en daar vertelde Brooke dat ze een miskraam had gekregen. Nadat ze terug in Los Angeles waren vertelde Taylor toch de waarheid aan Ridge en de rol die Brooke hierin gespeeld had. Ridge confronteerde Brooke en vroeg of ze de zwangerschap geveinsd had, maar ze bleef volhouden dat dit niet zo was. Ridge liet zijn huwelijk met Brooke annuleren en ging weer naar Taylor. De kleine Bridget leed echter onder het feit dat Ridge weg was en liep van huis weg. Nadat ze terugkwam duurde het nog een hele tijd voor ze hier overheen was. Brooke stortte zich op haar werk en startte met de lingerielijn Brooke’s Bedroom, wat de Forresters niet allemaal konden appreciëren. Ze probeerde zo Ridge terug te winnen, maar hij maakte haar duidelijk dat hij voor Taylor gekozen had.

### Thorne
Toen probeerde Brooke de relatie van haar zoon Rick met de iets oudere Amber Moore te verbreken. Brooke vond steun bij Thorne en na een tijd werden de twee verliefd op elkaar. Ze hielden hun relatie aanvankelijk geheim gezien het verleden van Brooke met Ridge en Eric en Thornes verleden met Macy Alexander. Toen Stephanie lucht kreeg van de relatie kreeg ze een beroerte. De hele familie was kwaad op het koppel. Brooke was echter vastberaden om een leven met Thorne uit te bouwen. Voor zaken gingen de Forresters naar Venetië. Daar probeerde Ridge Brooke te verleiden zodat Thorne zou inzien dat Brooke van hem hield. Hij ensceneerde een ruzie met Taylor en vertelde Brooke dat zij de vrouw van zijn leven was en probeerde haar te kussen op haar bed. Thorne zag dit alles gebeuren en was verbolgen. Toen Brooke Ridge wegduwde was Thorne al weg. Terwijl hij door de regen liep in Venetië liep hij Macy tegen het lijf, die hem kwam waarschuwen voor Brooke. Thorne en Macy besloten om onmiddellijk te trouwen. Nadat Thorne terugkwam in LA wachtte Brooke hem op om alles uit te leggen, maar toen zei hij dat Macy nu zijn vrouw was. Thorne en Brooke waren echter furieus op Ridge en Eric omdat ze de hele verleiding in scène gezet hadden. Thorne probeerde om zijn huwelijk met Macy te doen slagen, maar bleef toch verliefd op Brooke. Nadat Macy dit ontdekte begon ze opnieuw te drinken. Macy besefte dat Thorne haar niet langer wilde en wilde nog één avond met hem in de chalet in Big Bear om afscheid te nemen. Ze hadden een aangename avond en Thorne ging terug naar LA terwijl Macy nog even wilde blijven. Ze brak in tranen uit toen ze buiten een geluid hoorde, ze ging kijken en zag Brooke staan met een envelope in haar hand. Macy nam deze af en zag dat het scheidingspapieren waren. Macy was furieus en maakte ruzie met Brooke. Ze wilde de strijd nu niet opgeven en vechten voor Thorne, ze nam de autosleutels van Brooke om naar LA te rijden en Thorne in te lichten. Brooke kon nog net instappen en ze maakten verder ruzie in de auto. Toen verloor Macy de controle over het stuur toen ze een tegenligger tegenkwamen en de auto van Brooke en een vrachtwagen met benzinetank raakten van de weg. Brooke was gewond en Macy was bij bewustzijn. Thorne die teruggereden was voor Macy kwam bij het accident uit en bevrijdde Brooke uit haar netelige positive, Macy zat klem in haar auto. Thorne bracht Brooke naar de kant van de weg waar nu ook Kimberly, de zus van Macy, was komen opdagen. Vervolgens volgde een explosie en dacht iedereen dat Macy dood was.
Thorne troostte Kimberly en zij werd verliefd op hem. Brooke en Thorne besloten te trouwen en op hun trouwdag kustte Kimberly Thorne voor de journalisten. Brooke besloot om toch niet met het huwelijk door te gaan omdat Rick en Bridget nu nog feller tegen het huwelijk gekant waren. Bridget zag echter in dat Brooke en Thorne echt verliefd waren en gaf hen haar zegen. Ze trouwden in januari 2001.
Tijdens haar huwelijk met Thorne bleef Brooke stoken in het huwelijk van Rick en Amber en probeerde ook te voorkomen dat Bridget zou trouwen met Deacon Sharpe. Op een dag probeerde Brooke Deacon ervan te overtuigen dat Amber zijn zielsverwant was en dat het erg was als je niet bij je zielsverwant kon zijn. Ze dacht elke dag aan haar zielsverwant, Thorne stond te luisteren en dacht dat het over hem ging, maar op dat moment zei Brooke dat ze elke dag aan Ridge dacht. Thorne, die al zijn hele leven in de schaduw van Ridge had moeten staan, was woedend en liet zijn huwelijk annuleren (nadat Macy een jaar later levend en wel op dook betekende het toen hun huwelijk ongeldig was geweest).

### Deacon
Brooke besloot om opnieuw haar kans te wagen bij Ridge, die inmiddels drie kinderen had met Taylor. Massimo Marone, de echte vader van Ridge zo bleek, betaalde de vader van Brooke 5 miljoen dollar om te veinzen dat hij zwaar ziek was zodat Brooke voor hem zou gaan zorgen in Parijs. Nadat Brookes leven in gevaar kwam doordat ze bijna van de Eiffeltoren viel biechtte Stephen alles op. Ridge ontdekte het bedrog van Stephanie en Massimo en bracht Brooke weer veilig naar Los Angeles. Ook Taylor was betrokken en Brooke was zeker dat Ridge Taylor nu zou verlaten, maar hij bleef bij Taylor. Hierna besloot Brooke om zich weer meer bezig te houden met het leven van haar kinderen. Ze probeerde Deacon nog maar eens ervan te overtuigen dat Bridget geen vrouw voor hem was, maar daarna voelde ze zich tot hem aangetrokken en begon een affaire met hem. Ze probeerden ermee te stoppen, maar de affaire duurde enkele maanden en toen bleek dat Brooke zwanger was.
Brooke ging naar een kuuroord zodat niemand zou ontdekken dat ze zwanger was en maakte Ridge directeur-generaal van Forrester Creations in haar afwezigheid. Toen Ridge het bedrijf probeerde te stelen van Brooke moest ze gedwongen terugkomen. Ze was net op tijd om het bedrijf te redden en ontsloeg hem als directeur-generaal. Op een persconferentie onthulde Stephanie de zwangerschap van Brooke en toen de journalisten vroegen wie de vader was sprong Whipple Jones voor haar in de bres en zei dat hij de vader was, hoewel hij Brooke niet goed kende. Nadat hij ontdekte dat Deacon de vader was probeerde Whip haar te chanteren, maar werd toen verliefd op haar. Brooke probeerde intussen van Deacon weg te blijven, maar slaagde daar niet in en sliep nog af en toe met hem. Ze verhuisde met Whip naar Parijs om Bridget niet langer te kwetsen. Deacon volgde haar echter naar Parijs. Whip zei dat de enige manier om van Deacon af te komen een huwelijk met hem was. Brooke aanvaarde om haar dochter te helpen.
Op een feestje nog voor de bevalling kreeg Brooke een babyfoon cadeau. Via die babyfoon hoorde Bridget een conversatie tussen Brooke en Deacon en ontdekte dat hij de vader was. Bridget confronteerde Brooke hiermee en zei dat ze niet langer haar dochter was en haar nooit meer wilde zien. Brooke beviel in Big Bear met de hulp van Stephanie en Bridget. Stephanie vond dat Brooke haar kinderen niet opgevoed had en wilde dat het met Hope beter zou gaan. Ze liet Brooke intrekken in haar gastenverblijf. Whip liet het huwelijk annuleren en werd overgeplaatst naar Forrester International in Parijs. Intussen kon Brooke goed opschieten met Stephanie.

### Hereniging met Ridge
Het leven van iedereen veranderde toen Sheila Carter terug naar LA kwam. Sheila hield Taylor en Eric onder schot in het huis van Eric. Brooke kwam langs achter binnen om een fles melk te halen. Toen Brooke Sheila zag liet ze de fles melk vallen. Eric probeerden Sheila het geweer afhandig te maken, maar toen schoot ze Taylor en Brooke neer. Brooke was lichtgewond, maar Taylor overleefde de aanslag niet.
Na de dood van Taylor troostte Brooke Ridge opnieuw. Al snel kregen ze weer romantische gevoelens voor elkaar. Brooke kon ook de relatie met Bridget enigszins herstellen. Deacon keerde na enkele maanden terug naar LA en Brooke moest niets meer van hem weten. Hij vertelde aan Ridge dat hij de vader was van Hope, maar Ridge kon Brooke uiteindelijk vergeven. Bridget, die erachter was gekomen dat Massimo de vader was van Ridge en dat ze helemaal niet verwant was met hem, werd verliefd op Ridge. Brooke blies de bruiloft af en werd goed bevriend met Nick Marone, die verliefd was op haar. Ze koos uiteindelijk toch voor Ridge en trouwde met hem op een eiland in Zuid-Amerika. Enkele uren later al werd Ridge ontvoerd door Sheila Carter en het leek alsof hij in een brandende oven was omgekomen. Nick troostte Brooke en de twee bedreven de liefde. Toen bleek het dat Ridge nog in leven was en keerden Brooke en Ridge terug naar LA. Toen ontdekte Brooke dat ze zwanger was en niets wist wie de vader was. Een vaderschapstest wees Nick als vader aan. Ridge wilde het kind opvoeden alsof het van hem was, maar Brooke wilde voor één keer het juiste doen voor haar kinderen en liet haar huwelijk met Ridge ontbinden.
Ondanks de verloving met Nick kon ze Ridge niet vergeten. Jackie Payne, de moeder van Nick, had intussen ontdekt dat er een fout was gebeurd in het laboratorium en dat Ridge wel de vader zou kunnen zijn. Hopende dat het kind toch van Nick was en nadat ze zag dat hij zielsgelukkig was besloot ze om dit niet te vertellen. Op de bruiloft van Nick en Brooke viel Ridge binnen en hij kreeg Brooke zover om hem een tweede kans te geven. Brooke kreeg thuis weeën en met de hulp van Ridge beviel ze. Toen verscheen Nick met de mededeling dat het kind van Ridge kon zijn en dat er een nieuwe test gedaan moest worden, daaruit bleek dat Ridge inderdaad de vader was van R.J. (Ridge Junior). Kort daarna trouwden Brooke en Ridge opnieuw.
Maanden ging het goed tussen hen, totdat Bridget terug naar LA kwam en nog steeds verliefd was op Ridge. Amber deed er alles aan om aan te tonen dat Ridge en Bridget fout bezig waren en dat lukte haar gedeeltelijk. Ridge was kwaad dat niemand hem geloofde en nadat hij een hersenschudding had opgelopen en nog eens door Nick werd neergeslagen wist hij niet meer wie hij was. Morgan DeWitt ontvoerde Ridge naar Italië, waar hij enkele weken later gevonden werd door Amber. Brooke en Ridge verenigden zich weer, maar hun geluk duurde slechts enkele dagen. Bridget stond nu op het punt te trouwen met Nick toen een gillende vrouw de ceremonie verstoorde. Toen Ridge ging kijken dacht hij achter een sluier Taylor te herkennen. Niemand wilde hem geloven en hij groef zelfs het graf van Taylor op, waarin een pop lag. Toen kwam ze tevoorschijn en legde uit dat ze jaren in coma had gelegen en opnieuw bij prins Omar in Marokko geweest was. Ridge stond nu voor een hartverscheurende keuze en nadat Stephanie een hartaanval veinsde koos hij ervoor om bij Taylor te blijven.